# Вамба диа Вамба, Эрнест
Эрнест Вамба диа Вамба (род. 1942) — лидер конголезских тутси, сенатор Демократической Республики Конго. Основатель «Движения за конголезскую демократию» — ключевого фактора Великой африканской войны.
Окончил университет в Мичигане (США) и защитил диссертацию по философии Сартра и Мерло-Понти. Преподавал в Гарварде. Женился на афроамериканке. Участвовал в движениях за гражданские права и освобождение Африки. В 1980 стал профессором истории университета Дар-эс-Салама (Танзания). В августе 1998 основал Движение за конголезскую демократию, однако 16 мая 1999 был смещен c поста председателя по инициативе руандийских спонсоров. Верная Вамбе диа Вамбе отколовшаяся фракция «Движения за конголезскую демократию» подвергалась в дальнейшем еще нескольким расколам и в итоге осталась без военной силы, что, однако, не пошатнуло высокого авторитета Вамбы диа Вамбы как учёного и гражданского лидера.